# Mistrzostwa Świata w Hokeju na Lodzie Kobiet 2015
17. Mistrzostwa Świata w Hokeju na Lodzie 2015 organizowane przez IIHF, w których zespoły rywalizują o mistrzostwo świata lub awans do wyższej dywizji.

## Elita
Turniej finałowy odbędzie się w dniach 28 marca - 4 kwietnia w szwedzkim Malmö. W nim będzie uczestniczyć 8 reprezentacji: 
| Grupa A: - Stany Zjednoczone - Kanada - Rosja - Finlandia | Grupa B: - Niemcy - Szwajcaria - Szwecja - Japonia |

## Pierwsza dywizja
Rozgrywki Dywizji I podzielone są na dwie grupy po 6 zespołów. Grupa A będzie rywalizować we francuskim Rouen w dniach 12-18 kwietnia 2015, natomiast grupa B rozpocznie zmagania tydzień wcześniej w Pekinie.
Uczestnicy:
| Grupa A: - Czechy - Norwegia - Dania - Francja - Austria - Łotwa (awans z I dywizji grupy B) | Grupa B: - Słowacja (spadek z I Dywizji grupy A) - Chiny - Węgry - Holandia - Korea Południowa - Włochy (awans z II Dywizji grupy A) |

Od 2012 Grupa A Dywizji I jest drugą klasą mistrzowską, najlepsza drużyna zagra w meczu play-off z ostatnią drużyną Elity, a ostatni zespół jest degradowany do Grupy B Dywizji I. Grupa B Dywizji I stanowi trzecią klasę mistrzowską. Jej zwycięzca awansuje do Dywizji I Grupy A, zaś ostatnia drużyny spada do Dywizji II Grupy A.

## Druga dywizja
Drużyny z II dywizji zostały podzielone na dwie grupy po 6 zespołów, natomiast grupa kwalifikacyjna o awans do II Dywizji składała się z czterech drużyn. Turnieje II Dywizji zostaną rozegrane:

Grupa A –  Dumfries

Grupa B –  Jaca

Kwalifikacje -  Hongkong

W odróżnieniu do poprzednich edycji Mistrzostw Świata grupy A i B ujęte w Dywizji II nie stanowiły równorzędnych poziomów rozgrywek, z których dotąd zwycięskie reprezentacje awansowały do Dywizji I. Od 2012 Grupa A Dywizji II była czwartą klasą mistrzowską, z której pierwsza drużyna uzyskuje awans do Dywizji I Grupy B, a ostatni zespół jest degradowany do Dywizji II Grupy B. Grupa B Dywizji II stanowi piątą klasę mistrzowską. Jej zwycięzca awansuje do Dywizji II Grupy A, zaś ostatnia drużyny spada do kwalifikacji Dywizji II.
| Grupa A: - Kazachstan - Wielka Brytania - Korea Południowa - Polska - Nowa Zelandia - Chorwacja (awans z II Dywizji grupy B) | Grupa B: - Australia (spadek z I Dywizji grupy A) - Słowenia - Hiszpania - Islandia - Belgia - Meksyk (awans z kwalifikacji II Dywizji grupy B) | Kwalifikacje grupy B - Turcja (spadek z II Dywizji grupy B) - Południowa Afryka - Bułgaria - Hongkong |